# Benthesicymus strabus
Benthesicymus strabus is een tienpotigensoort uit de familie van de Benthesicymidae. De wetenschappelijke naam van de soort is voor het eerst geldig gepubliceerd in 1936 door Burkenroad.